# Ородара
Ородара (фр. Orodara) - місто в Буркіна-Фасо, адміністративний центр провінції Кенедугу в області Верхні Басейни .

## Основні відомості
Ородара - столиця провінції Кенедугу. Також місто є традиційною «столицею» етнічної групи семе (Сіаму), що населяє навколишні землі. Найбільш поширені прізвища сіаму: Барро, Діарра, Траоре, Сану. Це невелика етнічна група - бл. 5000 чол. Населення міста становить бл. 20 000 чоловік.
Через місто проходить 8 Національна автомагістраль Буркіна Фасо. У Ородара розташовуються районна лікарня, кінотеатр, пошта, будівля муніципалітету, автобусна станція, великий ринок і дві бензоколонки.

## Мови

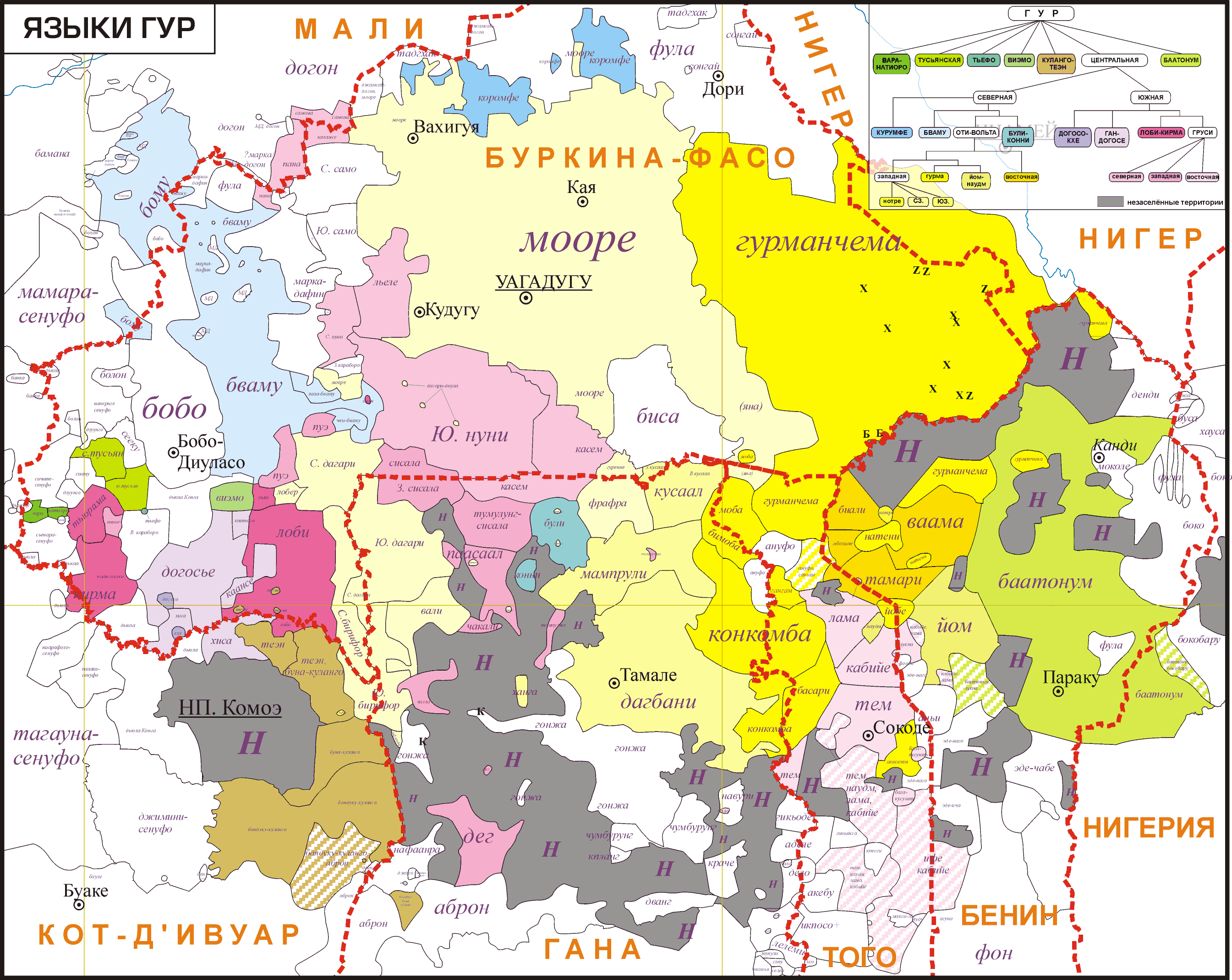

У місті та околицях в ходу безліч мов і діалектів, у більшості належать до групи гур саванської мовної сім'ї нігеро-конголезьких мов: французький, дьюла, мооре, сіаму, тусьян, сенуфо, турка.

## Економіка
Економіка регіону і самого міста Ородара заснована на сільському господарстві. Основні агрокультури: бавовник, манго, пшениця, арахіс і бобові. Овочі та фрукти також вирощуються в основному для подальшого продажу на ринку.